# Noni Madueke
Chukwunonso "Noni" Tristan Madueke (* 10. března 2002 Londýn) je anglický profesionální fotbalista, který hraje na pozici křídelníka za anglický klub Arsenal FC a za Anglická fotbalová reprezentace.

## Klubová kariéra
Madueke přišel do akademie Crystal Palace v devíti letech a v klubu strávil tři roky. Následně se připojil k Tottenhamu Hotspur, kde byl kapitánem týmu do 16 let a v 15 letech debutoval v týmu do 18 let.

### PSV Eindhoven
V červnu 2018 přestoupil do nizozemského klubu PSV Eindhoven, se kterým podepsal tříletou smlouvu.
Poté, co 19. ledna 2020 debutoval v A-týmu PSV při remíze 1:1 proti VVV-Venlo, se Madueke v sezóně 2020/21 stal stabilním členem základní sestavy PSV a 19. září 2020 vstřelil svůj první ligový gól při výhře 2:1 proti Emmenu. Madueke zakončil sezónu se sedmi góly v Eredivisie.
Dne 7. srpna 2021 Madueke dvakrát skóroval při vítězství 4:0 v nizozemském superpoháru proti Ajaxu. 26. srpna 2021 podepsal Madueke s PSV novou smlouvu do roku 2025.

### Chelsea
Madueke v lednu 2023 přestoupil do londýnské Chelsea, která se dohodla s PSV Eindhoven na částce v hodnotě 29 milionů liber.

## Statistiky
| Klub          | Sezóna  | Liga       | Liga   | Liga | Pohár  | Pohár | Evropské poháry | Evropské poháry | Ostatní | Ostatní | Celkem | Celkem |
| Klub          | Sezóna  | Liga       | Zápasy | Góly | Zápasy | Góly  | Zápasy          | Góly            | Zápasy  | Góly    | Zápasy | Góly   |
| ------------- | ------- | ---------- | ------ | ---- | ------ | ----- | --------------- | --------------- | ------- | ------- | ------ | ------ |
| PSV Eindhoven | 2019/20 | Eredivisie | 4      | 0    | 0      | 0     | 0               | 0               | —       | —       | 4      | 0      |
| PSV Eindhoven | 2020/21 | Eredivisie | 24     | 7    | 1      | 1     | 7               | 1               | —       | —       | 32     | 9      |
| PSV Eindhoven | 2021/22 | Eredivisie | 18     | 3    | 2      | 1     | 14              | 3               | 1       | 2       | 35     | 9      |
| PSV Eindhoven | 2022/23 | Eredivisie | 5      | 1    | 1      | 1     | 3               | 0               | 0       | 0       | 9      | 2      |
| Celkem        | Celkem  | Celkem     | 51     | 11   | 4      | 3     | 24              | 4               | 1       | 2       | 80     | 20     |

## Ocenění

### Klubová

#### PSV Eindhoven
- Nizozemský superpohár: 2021[10]